# Codemasters
Codemasters (dříve Code Masters) je britská softwarová společnost, založená v roce 1986 Richardem Darlingem, jeho bratrem Davidem Darlingem a jejich otcem Jimem Darlingem. Od května roku 2005 je výkonným ředitelem Rod Cousens. Vyrábí počítačové hry.

## Vývoj společnosti
Již od roku 1982 vlastnila Darlingova rodina společnost Galactic Software, která ale nezaznamenala takový úspěch jako Codemasters. V úplných začátcích po roce 1986 společnost Codemasters vyvíjela hry pro 8bitové počítače ZX Spectrum. Jedním z výrobků Codemasters pro tuto platformu byla i oblíbená série Dizzy.
Od roku 1992 Darlingové omezili prodej jejich levných her ve prospěch dražších, ale také kvalitnějších projektů. S vymizením trhu her pro 8bitové počítače se společnost soustředila na hry pro konzole a také 16bitové počítače. Darlingové ukončili sérii jejich levných (budgetových) her Dizzy a zažili úspěch s nesmrtelnou[zdroj?] sérií Micro Machines, jejíž zatím poslední díl, velmi se lišící od prvního, vyšel roku 2006, a také s tenisovou hrou Pete Sampras Tennis.
Od roku 1997 až do současnosti tvoří a vydávají Codemasters pravidelně na několika platformách (PC, PlayStation 3 a Xbox 360) jejich sérii závodních simulátorů Race Driver, která v současnosti s nejnovějším TOCA Race Driver 3: The Ultimate Racing Simulator čítá 6 dílů, navíc v létě roku 2008 přibyl další, a to Race Driver: GRID. Dalším realistickým závodním simulátorem, tentokrát specializovaným na rally, je série Colin McRae Rally (6 dílů), nejnovějším je Colin McRae: DiRT 3, který obsahuje přes milion možných zvukových kombinací, a tím nabízí nejvíce zvuků v závodních hrách vůbec. Codemasters byli také vydavatelem FPS hry od české společnosti Bohemia Interactive Studio Operace Flashpoint, ale také vyvíjí FPS, například Turning point: Fall of liberty.
V současnosti Codemasters pracují převážně na projektech pro PC a herní konzole (PlayStation 2…) jako jsou například Race Driver: GRID a Operace Flashpoint 2 (který již však nebude kvůli právním sporům dílem BI studia) a pokračování úspěšné série Dirt: Showdown.[zdroj?]